# The Starwood
The Starwood Club fu un locale molto popolare situato a West Hollywood, California durante gli anni settanta e primi anni ottanta. Molte band heavy metal e punk rock iniziarono le loro carriere esibendosi al The Starwood.
Il locale era situato all'angolo nord est tra "Santa Monica Blvd" e "Crescent Heights Ave". Nacque come nightclub chiamato PJ's nei tardi anni sessanta, ed era frequentato da diversi vip. Durante il periodo sotto il nome di PJ's, The Standells e Trini Lopez registrarono dei live album al locale.
Nei primi anni settanta, il locale venne comprato da Eddie Nash, un gangster di Los Angeles, e diventò The Starwood. Il locale diventò molto popolare in quegli anni, e ospitò diversi pilastri del rock come Mötley Crüe, Van Halen, Quiet Riot, Devo, The Runaways, The Go-Go's, The Plimsouls e X. Ma si esibirono anche molti altri artisti esterni alla California o agli Stati Uniti come The Damned, The Jam, Cheap Trick, The Stranglers, AC/DC, The Fleshtones, e Ozzy Osbourne.
Il locale venne chiuso nel 1982 dopo un misterioso incendio, casualmente assieme ad altri incendi che danneggiarono altri locali di proprietà di Eddie Nash. Successivamente venne demolito, e venne costruito al suo posto un piccolo centro commerciale.